# Reseda luteola
Reseda luteola là một loài thực vật có hoa trong họ Resedaceae. Loài này được L. miêu tả khoa học đầu tiên năm 1753.